# Stratford (Washington)
Stratford az Amerikai Egyesült Államok északnyugati részén, Washington állam Grant megyéjében elhelyezkedő önkormányzat nélküli település.
Stratford postahivatala 1901 óta működik.